# Tehuacán
Tehuacán (del nàhuatl "teo" =Déu, "hua" = possesiu, "can" = lloc, és a dir: "lloc de déus") és una ciutat del sud-est de l'estat de Puebla a Mèxic, dins la VII Regió de l'Estat. Es troba a 1.676 m d'altitud. Segons el cens de 2010 tenia 274,907 habitants.

## Història

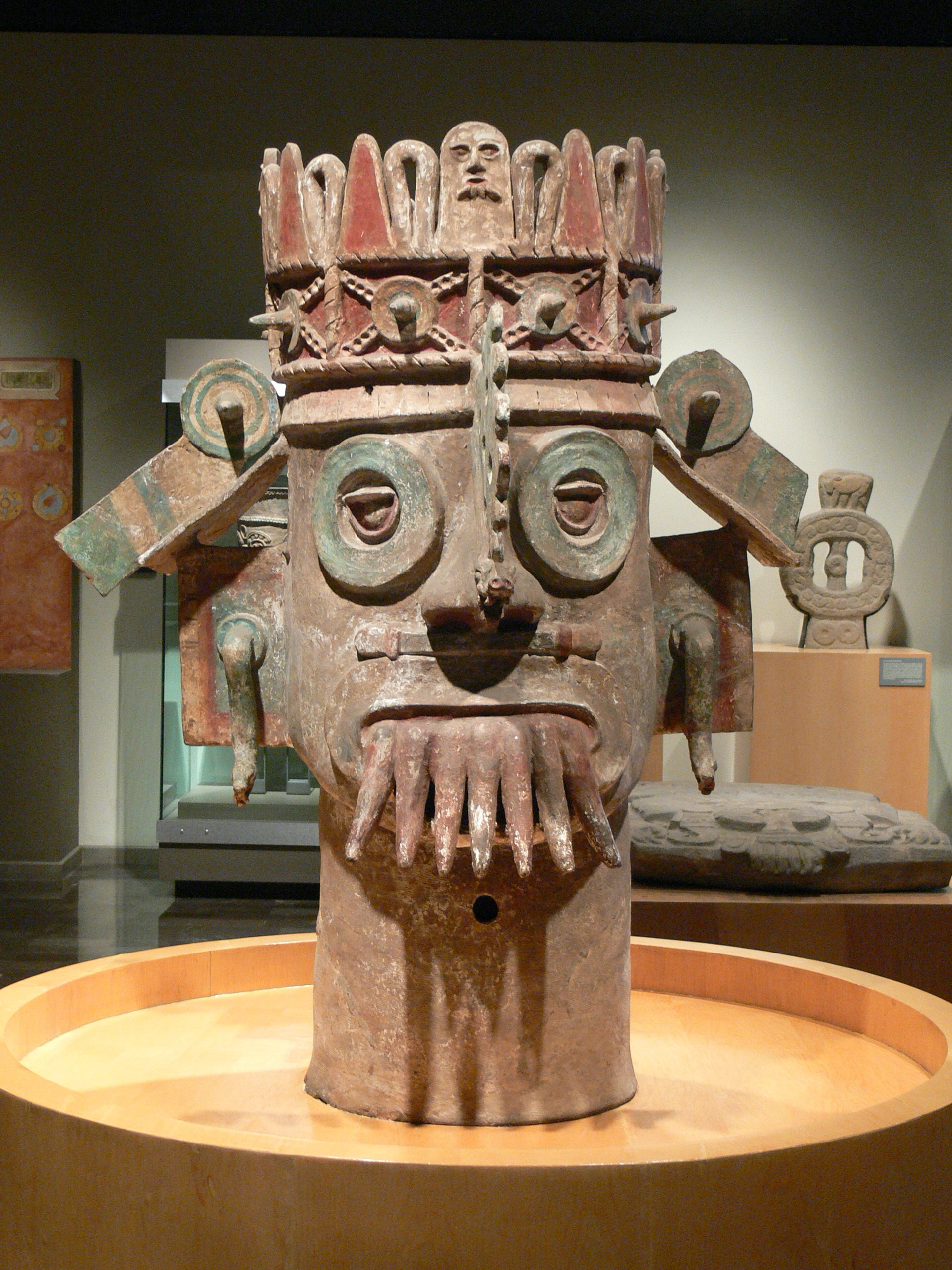
Figura del Déu de l'Aigua trobada a Tehuacán

Tehuacan formà part del Camí Reial que comunicava el Port de Veracruz camb la Gran Tenochtitlan.
L'arqueologia mostra que estava abitada 8.500 anys aC. i que tingué gran importància en la domesticació i el cultiu de determinades plantes. Aquí es trobà, per part de l'arqueòleg Richard Stockton MacNeish, el fòssils més antics de dacsa del món.
El 1454 Moctezuma envaí i conquerí aquest lloc. El 1522 quedà sotmès als conqueridors espanyols.

## Geografia
Es troba a la vall de Tehuacán. El seu clima és moderadament càlid i subhumit.

## Economia
Té unes importants fonts d'aigua mineral.